# Босния и Герцеговина на летних Олимпийских играх 2012
Босния и Герцеговина на летних Олимпийских играх 2012 была представлена 6 спортсменами (4 мужчины, 2 женщины), которые выступили в соревнованиях по лёгкой атлетике, дзюдо, стрельбе и плаванию.

## Результаты соревнований

### Водные виды спорта

#### Плавание
Спортсменов — 2
В следующий раунд на каждой дистанции проходят лучшие спортсмены по времени, независимо от места занятого в своём заплыве.
Мужчины
| Соревнование   | Спортсмен    | Предварительные заплывы | Предварительные заплывы | Полуфиналы           | Полуфиналы           | Финал                | Финал                |
| Соревнование   | Спортсмен    | Результат               | Место                   | Результат            | Место                | Результат            | Место                |
| -------------- | ------------ | ----------------------- | ----------------------- | -------------------- | -------------------- | -------------------- | -------------------- |
| 200 м комплекс | Энсар Хайдер | 2:05.70                 | 36                      | Завершил выступление | Завершил выступление | Завершил выступление | Завершил выступление |

Женщины
| Соревнование | Спортсменка    | Предварительные заплывы | Предварительные заплывы | Полуфиналы            | Полуфиналы            | Финал                 | Финал                 |
| Соревнование | Спортсменка    | Результат               | Место                   | Результат             | Место                 | Результат             | Место                 |
| ------------ | -------------- | ----------------------- | ----------------------- | --------------------- | --------------------- | --------------------- | --------------------- |
| 100 м брасс  | Ивана Нинкович | 1:14.04                 | 41                      | Завершила выступление | Завершила выступление | Завершила выступление | Завершила выступление |

### Дзюдо
Мужчины
| Соревнование | Спортсмен   | 1/16                     | 1/8                  | Четвертьфиналы       | Полуфиналы           | Финал                | Первый утешительный раунд | Утешительный четвертьфинал | Утешительный полуфинал | За 3 место Финал     |
| Соревнование | Спортсмен   | Соперник Результат       | Соперник Результат   | Соперник Результат   | Соперник Результат   | Соперник Результат   | Соперник Результат        | Соперник Результат         | Соперник Результат     | Соперник Результат   |
| ------------ | ----------- | ------------------------ | -------------------- | -------------------- | -------------------- | -------------------- | ------------------------- | -------------------------- | ---------------------- | -------------------- |
| до 100 кг    | Амель Мекич | Хван Хи Тэ П 0002 — 0021 | Завершил выступление | Завершил выступление | Завершил выступление | Завершил выступление | Завершил выступление      | Завершил выступление       | Завершил выступление   | Завершил выступление |

### Лёгкая атлетика
Сборная Боснии и Герцеговины завоевала одну лицензию B в толкании ядра, а также лицензию A в марафоне. Обе лицензии дают право боснийцам выставить по одному спортсмену в каждой из этих дисциплин.
Спортсменов — 2
Мужчины
| Дисциплина    | Спортсмен    | Предварительный раунд | Предварительный раунд | Четвертьфинал | Четвертьфинал | Полуфинал | Полуфинал | Финал                | Финал                |
| Дисциплина    | Спортсмен    | Результат             | Место                 | Результат     | Место         | Результат | Место     | Результат            | Место                |
| ------------- | ------------ | --------------------- | --------------------- | ------------- | ------------- | --------- | --------- | -------------------- | -------------------- |
| толкание ядра | Кемаль Мешич | 19.60                 | 24                    |               |               |           |           | Завершил выступление | Завершил выступление |

Женщины
| Дисциплина | Спортсменка  | Предварительный раунд | Предварительный раунд | Четвертьфинал | Четвертьфинал | Полуфинал | Полуфинал | Финал           | Финал           |
| Дисциплина | Спортсменка  | Результат             | Место                 | Результат     | Место         | Результат | Место     | Результат       | Место           |
| ---------- | ------------ | --------------------- | --------------------- | ------------- | ------------- | --------- | --------- | --------------- | --------------- |
| марафон    | Люция Кимани |                       |                       |               |               |           |           | Не финишировала | Не финишировала |

### Стрельба
Спортсменов — 1
По итогам квалификации 6 или 8 лучших спортсменов (в зависимости от дисциплины), набравшие наибольшее количество очков, проходили в финал. Победителем соревнований становился стрелок, набравший наибольшую сумму очков по итогам квалификации и финала. В пулевой стрельбе в финале количество очков за попадание в каждой из попыток измерялось с точностью до десятой.
Мужчины
| Соревнование                            | Спортсмены    | Квалификация | Квалификация | Финал                | Финал                |
| Соревнование                            | Спортсмены    | Результат    | Место        | Результат            | Место                |
| --------------------------------------- | ------------- | ------------ | ------------ | -------------------- | -------------------- |
| Винтовка из трёх положений, 50 метров   | Неджад Фазлия | 1149         | 38           | Завершил выступление | Завершил выступление |
| Пневматическая винтовка, 10 метров      | Неджад Фазлия | 585          | 41           | Завершил выступление | Завершил выступление |
| Малокалиберная винтовка лёжа, 50 метров | Неджад Фазлия | 587          | 45           | Завершил выступление | Завершил выступление |